# Drill & Bass
Drill & Bass (Drill n Bass; znám také jako Experimental Jungle nebo Experimental Drum & Bass) je fanoušky vymyšlený termín pro označení experimentální hudby vycházející z IDM a Junglu/Drum & Bassu. Sound tohoto stylu byl vytvořen v roce 1995 umělci jako Aphex Twin, Squarepusher nebo Luke Vibert.

Drill'n'Bass je popisován jako křečovitá forma junglu, která vyžaduje silný zvukový software a dávku trpělivosti.
Tento styl obsahuje typický snare rush, extrémně složité a detailně naprogramované bicí a často samplované známé "amen breaky". Styl sám o sobě je velmi inspirovaný junglem a drum & bassem.

## Interpreti
- Amon Tobin
- Animals On Wheels
- Aphex Twin
- Bogdan Raczynski
- Luke Vibert
- Mung
- Plasmalamp
- Plug
- Squarepusher
- The Flashbulb
- The Ghost Of 3.13
- µ-Ziq

## Labely
- Blue Angel
- Rephlex
- Warp Records